# Баліста

Заряджання балісти

Баліста (лат. ballista від дав.-гр. βαλλίστρα, утвореного від βάλλω — «кидаю»)  — антична зброя для метання сферичних кам'яних снарядів. Головний діючий механізм — два важелі з торсіонними пружинами як штовхач, пружини складалися з кількох петель скручених канатів.

## Термін
Стародавні греки називали такі метальні машини палінтонами, тобто «той, що кидає навісом» або «катапелта петроболос» (буквально — «камінь проти щита»). Найпоширеніша римська назва для такої зброї — баліста. Баліста конструкцією мало чим відрізняється від катапульти, яка стріляє стрілами (дротиками) і майже горизонтально, а баліста стріляє каменями навісом. Підрозділи обслуги йменувалися балістаріями (ballistarii). Технологічним наступником була аркбаліста — найближчий попередник вогнепальної ствольної артилерії.

## Загальні відомості
Важкі типові балісти метали каміння вагою 2 таланти (~52 кг), тоді як найважчі дротики для катапульти важили 2 кг. Зрозуміло, що балісти були набагато більші і складніші за катапульти. Але ефект від одночасного застосування кількох десятків баліст міг бути руйнівний для оборонних стін. Варто зазначити, що балісти використовувались для руйнувування оборонних споруд по верхньому гребеню стіни — навіси, башти, метальні машини, захисні зубці і для знищення оборонців стіни.
Калібр балісти визначається вагою каменя, як правило витесаного у формі кулі. Античні автори згадують балісти калібру півталанту (~13 кг) та талант (~26 кг). Як виняток наводиться потужніша баліста на 3 таланти. Давньоримський автор I ст. до н. е. Вітрувій, розказуючи про калібри баліст, починає з ваги 0.6 кг і закінчує трьома талантами. Візантійський словник Суда згадує балісту калібром 2 таланти.